# Monsefú
Monsefú (del mochica colonial Omænssæfæc) es una ciudad peruana, asimismo, es capital del distrito de Monsefú ubicado en provincia de Chiclayo, en el departamento de Lambayeque. Es conocida por su particular gastronomía y tradiciones. Cuenta con una población estimada de 24 567 habitantes para el 2017.

## Historia
Antes de la llegada de los españoles Monsefú habría sido parte del Cacicazgo de Cinto, con el nombre de Chuspo, cuyo centro principal habría estado ubicado a inmediaciones del cerro San Bartolo.
A inicios de la segunda mitad del siglo XVI, habrían sido reducidos en Callanca, las fuertes lluvias e inundaciones de 1578, malograron los sembríos y afectaron a la población.
En 1612 los pobladores de Callanca son atacados por una enfermedad, la población fue diezmada por este mal, los sobrevivientes después de algunos años, se localizaron en lo que hoy es Monsefú.
El pueblo de Monsefú fue creado en la época de la Independencia por el Libertador Simón Bolívar y elevado a la categoría de ciudad el 26 de octubre de 1888.

## Demografía
Según el Directorio Nacional de Centros Poblados, la ciudad cuenta con una población de 24 567 habitantes para el 2017. La población distrital asciende a 32 225, y se estima que sea de 35 323 habitantes para el 2020.

## Geografía
La ciudad de Monsefú está ubicada a 15 km al sureste de la ciudad de Chiclayo, a 11 m s. n. m.. Está situada a 6°50′39″ de latitud sur y a 79°53′56″ de longitud del meridiano de Greenwich.
Su área territorial abarca 44,94 km², y tiene una población de 30.000 habitantes (estimación año 2010 - fuente INEI) 

### Relieve
Es casi llano, notándose elevaciones de terreno muy aisladas tales como las colinas de Poncoy y las de Valle Hermoso al norte de la ciudad, y al oeste las dunas y médanos que sirven como límite con la caleta de Santa Rosa. El territorio plano es tierra de cultivo.

### Hidrografía
Monsefú no posee ningún río. Su campiña se encuentra regada por las aguas del río Reque. Su acequia principal se le conoce con el nombre de Acequia Grande, la que desde la bocatoma en Alicán, viene regando las tierras de cultivo por intermedio de otras acequias menores o regaderas.
Al sur del distrito, límitrofe con el distrito de Eten, se encuentran los Humedales de Eten-Monsefú.

### Clima
Es variado temperatura semitropical, ya que parte de su territorio está sobre la orilla del mar, y otra alojada en el valle del río Reque.
| Parámetros climáticos promedio de Monsefú | Parámetros climáticos promedio de Monsefú | Parámetros climáticos promedio de Monsefú | Parámetros climáticos promedio de Monsefú | Parámetros climáticos promedio de Monsefú | Parámetros climáticos promedio de Monsefú | Parámetros climáticos promedio de Monsefú | Parámetros climáticos promedio de Monsefú | Parámetros climáticos promedio de Monsefú | Parámetros climáticos promedio de Monsefú | Parámetros climáticos promedio de Monsefú | Parámetros climáticos promedio de Monsefú | Parámetros climáticos promedio de Monsefú | Parámetros climáticos promedio de Monsefú |
| Mes                                       | Ene.                                      | Feb.                                      | Mar.                                      | Abr.                                      | May.                                      | Jun.                                      | Jul.                                      | Ago.                                      | Sep.                                      | Oct.                                      | Nov.                                      | Dic.                                      | Anual                                     |
| ----------------------------------------- | ----------------------------------------- | ----------------------------------------- | ----------------------------------------- | ----------------------------------------- | ----------------------------------------- | ----------------------------------------- | ----------------------------------------- | ----------------------------------------- | ----------------------------------------- | ----------------------------------------- | ----------------------------------------- | ----------------------------------------- | ----------------------------------------- |
| Temp. máx. media (°C)                     | 29.7                                      | 30.4                                      | 31                                        | 29.3                                      | 27.3                                      | 25.2                                      | 24.1                                      | 23.6                                      | 22.8                                      | 24.6                                      | 25.5                                      | 28.3                                      | 26.8                                      |
| Temp. media (°C)                          | 24.5                                      | 25.4                                      | 25.7                                      | 24.1                                      | 22.5                                      | 20.7                                      | 19.6                                      | 19.1                                      | 19                                        | 19.9                                      | 20.6                                      | 22.8                                      | 22                                        |
| Temp. mín. media (°C)                     | 19.4                                      | 20.4                                      | 20.4                                      | 19                                        | 17.7                                      | 16.2                                      | 15.2                                      | 14.7                                      | 15.2                                      | 15.2                                      | 15.8                                      | 17.3                                      | 17.2                                      |
| Fuente: climate-data.org                  |                                           |                                           |                                           |                                           |                                           |                                           |                                           |                                           |                                           |                                           |                                           |                                           |                                           |

### Recursos naturales
Su suelo presenta fértiles terrenos de cultivo en el sector de Callanca, Cúsupe y Larán, y un tanto salitrosos cerca al mar, donde se encuentran pantanos y médanos.
Su flora es propia de las riberas del río, presentando especies como caña brava, carrizos, sauce, pájaro bobo, chilcos, totora, hinea, además de grama salada.
Su fauna es pobre. En el río Reque encontramos la mojarra, el cachuelo, el life, el bagre, el cascafe y los camarones. Existen diversidad de insectos como chicharras, mariposas, luciérnagas, moscas, zancudos, tábanos.
Entre las aves tenemos paloma, huanchaco, gorrión, guarda caballo, garza, patillos, lechuza. Su costa presenta una variada fauna, propia de la zona.

## Autoridades

### Municipales
Alcaldes de Monsefú
- Alcalde: Ing. Manuel Pisfíl Míñope, del partido político APRA - 2019 -2022

- - Regidores: Mary Julia Peña Salazar (APRA), Jorge Luis Yocya Lluen (APRA), Prof. Raúl Túllume Pisfil (APRA), Jesús Efraín Míñope Muga (APRA), Manuel Inocente Mechan Cornejo (APRA), Sabino Flores Relúz (PL), José Mercedes Montalbán Santisteban (SN)

### Policiales
Mayor PNP. Tavara

### Religiosas
- Párroco: Pbro. Manuel Urias Vásquez González.
- Vicario parroquial: P. Germán Mesta Vera.
- Vicario parroquial: P. Dayan Aquino Montenegro.
- Religiosas: Sor M de Lourdes Aspillaga Bances, Sor M Cristina Panta Aponte y Sor M de Jesús Zurita Ruiz.

## Festividades

### Feria patronal de Jesús Nazareno Cautivo
Esta imagen es el santo patrón del Pueblo Católico y su fiesta se celebra en el año dos veces. La fiesta de medio año (marzo) y la fiesta principal (septiembre) se inicia con un pasacalle por el distrito de Monsefú donde participan distintas delegaciones locales y regionales invitadas. Durante esta feria religiosa se instalan los toldos que nos visitan cada año y expenden dulces, comida típica y artesanía. Los días de novena y la misa central tienen lugar tanto en marzo como en septiembre. La Fiesta de medio año y del Año dura todo un mes.

### FEXTICUM
Es la fiesta popular más importante del departamento de Lambayeque, está incluida dentro del calendario turístico nacional del Perú (fiestas de Perú).
Acrónimo de Feria de Exposiciones Típico Culturales de Monsefú. 
Se celebra en las fiestas patrias peruanas en la ciudad de Monsefú. 
Esta fiesta nace el 29 de julio de 1973 a iniciativa del Profesor Limberg Chero ballena.  Es la frontera viva entre el avance del transculturalismo acompasado y el genuino realce de la cultura muchic.
El FEXTICUM es una manifestación de la cultura monsefuana en la que se expone las costumbres, la creación cultural, gastronómica e intelectual del norte del Perú Muchick.